# 埃格伯格冰川
埃格伯格冰川是南極洲的冰川，位於維多利亞地的彭內爾海岸，處於斯科特凱爾蒂冰川和達格代爾冰川之間，最終注入羅伯特森灣西部，由英國探險隊繪入地圖。
71°34′S 169°50′E / 71.567°S 169.833°E